# Riccardo Zara - Un estroso artigiano della musica
Riccardo Zara - Un estroso artigiano della musica è un doppio DVD di Riccardo Zara pubblicato nel 2017 dalla 3F.

## Trama
In questo documentario Riccardo Zara racconta la sua carriera artistica e la vita privata; vengono mostrati filmati d'epoca e materiale raro mai visto prima. Dall'infanzia sino a prima della fondazione del celebre gruppo musicale "I Cavalieri del Re".

## Crediti
- Da un'idea di Francesco Piccardo e Manuele Bellisari
- Consulenza: Corrado Paganelli e Diego Pavesi
- Voce narrante: Diego Reggente
- Direttore del doppiaggio: Corrado Paganelli
- DVD 1: 96 min. / DVD 2: 100 min.
- PAL (televisione) - 16:9 Stereo
- Cascina Comic Movie: Marco Testoni
- Authoring: Cristiano D'Errico
- Cover Graphics: Jonathan Samuel Zara
- Produzione e realizzazione: Riccardo Zara (3F DVD 003-004)